# Estado Ba

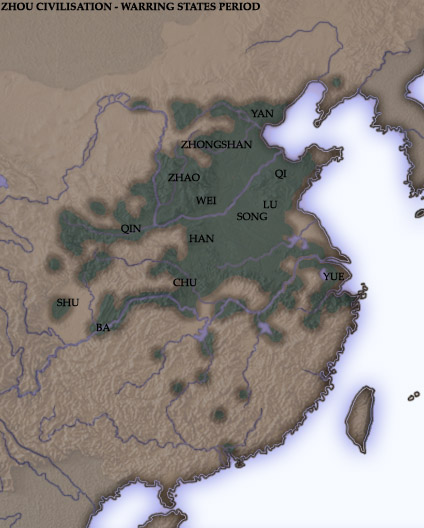
Período de los Estados Combatientes de China.

El estado Ba (en chino tradicional, 巴國; en chino simplificado, 巴国; pinyin, Bā guó; Wade-Giles, Pa-kuo) fue un estado situado en la actual Sichuan Oriental.

## Historia
A menudo se le considera una confederación de varios jefes tribales independientes entre sí pero que reconocían la autoridad de un rey (王, Wáng), probablemente agrupando a varias etnias en la unión. La evidencia arqueológica indica que su principal fuente de sustento era la pesca y la cacería, con poco desarrollo de la agricultura. 
Esta confederación pudo haber ayudado a la dinastía Zhou a derrocar a los Shang en la batalla de Muye, pero su primera aparición registrada es en 703 a. C., cuando Zuo Zhuan dice que Ba apoyó al estado Chu contra Deng. 
Su territorio incluía áreas del valle del río Han. Su capital fue originalmente Yichueng (hoy Enshi, provincia de Hubei), pero la expansión de Chu les obligó a cambiarla varias veces. Según el historiador Chang Qu, pudieron servir de capitales o centros de administración Jiangzhou (Chongqing), Dianjiang (Hechuan),y Pingdu (Fengdu) y finalmente Langzhong. Durante los Reinos combatientes debió enfrentar a sus poderosos vecinos: Shu, Qin y Chu. Este último contrataba mercenarios de Ba en su ejército, lo que llevó a varios problemas, como cuando estos se sublevaron y asediaron su capital en 676 o 675 a. C.
Finalmente, en 316 a. C., Ba y Zu se unieron a Qin para invadir Shu. Después de su victoria, Qin conquistó a sus aliados. 
La actual etnia tujia puede tener sus orígenes en esta cultura.